# Velká Británie na Hopmanově poháru
Velká Británie na Hopmanově poháru startovala celkem devětkrát. Poprvé již na premiérovém ročníku 1989.
Nejlepšího výsledku britské družstvo dosáhlo v roce 2010, když se dvojice Andy Murray a Laura Robsonová probojovala do finále, v němž podlehla Španělsku 1–2 na zápasy.
Týmovým statistikám vévodí bývalá světová jednička Andy Murray, jenž při čtyřech účastech vyhrál osmnáct zápasů, z toho jedenáct dvouher a sedm smíšených čtyřher.

## Tenisté
Tabulka uvádí seznam britských tenistů, kteří reprezentovali stát na Hopmanově poháru.
| Jméno              | Celkem | Dvouhra | Čtyřhra | Poprvé | Startů |
| ------------------ | ------ | ------- | ------- | ------ | ------ |
| Jeremy Bates       | 1–5    | 0–3     | 1–2     | 1989   | 3      |
| Katie Boulterová   | 2–4    | 0–3     | 2–1     | 2019   | 1      |
| Jo Durieová        | 1–1    | 0–1     | 1–0     | 1992   | 1      |
| Daniel Evans       | 0–6    | 0–3     | 0–3     | 2017   | 1      |
| Sarah Loosemoreová | 1–3    | 1–1     | 0–2     | 1989   | 2      |
| Andy Murray        | 18–8   | 11–2    | 7–6     | 2010   | 4      |
| Cameron Norrie     | 4–2    | 2–1     | 2–1     | 2019   | 1      |
| Laura Robsonová    | 4–10   | 1–6     | 3–4     | 2010   | 2      |
| Heather Watsonová  | 8–10   | 4–5     | 4–5     | 2016   | 2      |

## Výsledky
| Rok  | Fáze soutěže     | Místo konání         | Soupeř        | Výsledek | Stav   |
| ---- | ---------------- | -------------------- | ------------- | -------- | ------ |
| 1989 | První kolo       | Burswood Dome, Perth | Austrálie     | 0–3      | prohra |
| 1991 | První kolo       | Burswood Dome, Perth | Austrálie     | 1–2      | prohra |
| 1992 | První kolo       | Burswood Dome, Perth | SNS           | 1–2      | prohra |
| 2010 | Základní skupina | Burswood Dome, Perth | Kazachstán    | 2–1      | výhra  |
| 2010 | Základní skupina | Burswood Dome, Perth | Německo       | 2–1      | výhra  |
| 2010 | Základní skupina | Burswood Dome, Perth | Rusko         | 2–1      | výhra  |
| 2010 | Finále           | Burswood Dome, Perth | Španělsko     | 1–2      | prohra |
| 2011 | Základní skupina | Burswood Dome, Perth | Itálie        | 1–2      | prohra |
| 2011 | Základní skupina | Burswood Dome, Perth | Francie       | 1–2      | prohra |
| 2011 | Základní skupina | Burswood Dome, Perth | Spojené státy | 1–2      | prohra |
| 2015 | Základní skupina | Perth Arena, Perth   | Francie       | 2–1      | výhra  |
| 2015 | Základní skupina | Perth Arena, Perth   | Polsko        | 1–2      | prohra |
| 2015 | Základní skupina | Perth Arena, Perth   | Austrálie     | 3–0      | výhra  |
| 2016 | Základní skupina | Perth Arena, Perth   | Francie       | 2–1      | výhra  |
| 2016 | Základní skupina | Perth Arena, Perth   | Austrálie     | 1–2      | prohra |
| 2016 | Základní skupina | Perth Arena, Perth   | Německo       | 3–0      | výhra  |
| 2017 | Základní skupina | Perth Arena, Perth   | Švýcarsko     | 0–3      | prohra |
| 2017 | Základní skupina | Perth Arena, Perth   | Francie       | 0–3      | prohra |
| 2017 | Základní skupina | Perth Arena, Perth   | Německo       | 1–2      | prohra |
| 2019 | Základní skupina | Perth Arena, Perth   | Řecko         | 2–1      | výhra  |
| 2019 | Základní skupina | Perth Arena, Perth   | Švýcarsko     | 0–3      | prohra |
| 2019 | Základní skupina | Perth Arena, Perth   | Spojené státy | 2–1      | výhra  |